# Liste de palindromes en français
Cette liste répertorie différents palindromes français.

## Palindromes «naturels»

### Mots de la langue (noms communs, verbes, adjectifs, etc.)
Tous ces mots figurent dans L'Officiel du jeu Scrabble, sauf les sigles CFC (pour chlorofluocarbone), SOS (signal de détresse) et TNT) qu'on trouve dans les dictionnaires usuels ainsi que kazak et qazaq (autre graphie).
- aa (un genre d'orchidées) et aa (un type de lave)
- ada, un langage de programmation en informatique
- aga, trombe d'eau, dignitaire musulman
- alla, du verbe aller
- ana, recueil de bons mots
- anona, arbre fruitier de l'Amérique tropicale
- ara, espèce de perroquet d'Amérique tropicale
- aviva, passé simple du verbe aviver
- axa, passé simple du verbe axer
- bob, un chapeau mou, ou familièrement un bobsleigh
- coloc
- elle
- ère
- erre, terme de marine ou présent du verbe errer
- essayasse, subjonctif imparfait du verbe essayer
- esse, un crochet en forme de S
- été
- eue, participe passé du verbe avoir
- gag, une histoire drôle
- ici
- kayak
- lebel, un fusil de petit calibre
- malayalam, langue dravidienne du sud de l’Inde
- naan, nan, n.m. Galette de pain (cuisine indienne)
- nanan, un mets excellent
- nauruan, langue océanienne et gentilé de Nauru
- non
- pep, (vieilli) entrain, dynamisme
- pop
- qazaq, autre orthographe de kazakh.
- radar
- réer, pousser son cri en parlant du cerf
- réifier
- ressasser (considéré comme le plus long mot palindrome de la langue française, avec "malayalam" de 9 lettres également)
- retâter, familièrement tâter de nouveau
- rêver
- rotor
- sabas
- sagas, pluriel de saga
- salas, passé simple du verbe saler
- sanas, pluriel de sana, abréviation de sanatorium
- sapas, passé simple du verbe saper
- sas, un tamis
- sassas, passé simple du verbe sasser
- selles, pluriel de selle ou présent du verbe seller
- semâmes, passé simple du verbe semer
- sémèmes, pluriel de sémème, ensemble des sèmes constituant le sens d'un mot
- sèmes, pluriel de sème ou présent du verbe semer
- sénés, pluriel de séné
- sennes, pluriel de senne
- sérés, pluriel de séré
- serres, pluriel de serre ou présent du verbe serrer
- ses
- sèves, pluriel de sève
- sexes, pluriel de sexe
- shahs, pluriel de shah
- sidis, pluriel de sidi
- sis, adjectif synonyme de situé, participe passé du verbe seoir
- snobons, présent du verbe snober
- solos, pluriel de solo
- sonos, pluriel de sono
- stats, pluriel de stat, abréviation de statistique
- stots, pluriel de stot, minerai laissé sur place pour protéger une installation
- sus, une ancienne interjection
- taggât, subjonctif imparfait du verbe tagger, faire un tag
- talât, subjonctif imparfait du verbe taler, meurtrir (un fruit)
- tallât, subjonctif imparfait du verbe taller
- tannât, subjonctif imparfait du verbe tanner
- tapât, subjonctif imparfait du verbe taper
- tarât, subjonctif imparfait du verbe tarer
- tassât, subjonctif imparfait du verbe tasser
- tatât, subjonctif imparfait du verbe tater
- taxât, subjonctif imparfait du verbe taxer
- têt, nouvel an vietnamien, ou une coupelle en terre utilisée en chimie
- tôt
- tut, passé simple (tut) ou subjonctif imparfait (tût) du verbe taire
- udu  instrument de musique à percussion idiophone du Niger en forme de jarre.
- uwu également stylisé en tant que UwU , est une émoticône indiquant la mignonnerie. Les lettres u représentent des yeux, tandis que le w représente une bouche.
- sugus
- xanax (Alprazolam), médicament contre l'anxiété.

### Sigles, abréviations, etc.
- ASA, une ancienne échelle de sensibilité, en photographie
- CFC
- Oxo, groupe fonctionnel en chimie
- PHP, langage informatique
- Radar
- REER, Régime enregistré d'épargne retraite (Québec)
- SMS
- SOS, un signal de détresse
- TNT

### Noms propres
- Ada
- Aviva
- Afifa
- Anina
- Anna
- Ava
- Awa
- Aya
- Aziza
- Bob
- Elle
- Ève
- Görög
- Hannah
- Kajak
- Natan
- Nayan
- Neven
- Nosson
- Otto
- Sabas

- Laval

- Aia (ou Aya)
- Ana
- Ava
- Callac
- Ede
- Ellemelle
- Esse
- Èze
- Laval
- Neuquén
- Noyon
- Ollo
- Oô
- Ozo
- Qaanaaq
- Sarras
- Savas
- Sées
- Senones
- Serres
- Sis
- Sos
- Sus

- Aa
- Adda
- Ellé
- Emme
- Erdre
- Nozon
- Têt

Divers :
- ABBA, groupe de musique suédois
- (Marina) Anissina, patineuse artistique
- Aza, groupe de musiciens multi-ethnique berbère et américain
- Girafarig, un Pokémon
- Gog, personnage de la Bible
- Odo, personnage de Star Trek
- Robert Trebor, acteur américain (pseudonyme)
- Reber, Reger, Reyer,  trois compositeurs
- Rotavator, marque d'engins de travail du sol agricole
- Sara Baras, danseuse de flamenco
- Sas
- Sugus, caramel au fruit
- Ubu, personnage créé par Alfred Jarry
- Xamax, club de football de la ville de Neuchâtel
- Xanax, médicament anxiolytique
- Aoxomoxoa, Album du groupe Grateful Dead
- Oxo
- Zaz, chanteuse française

## Phrases palindromes d'auteurs notables
- Phrase populaire :
  - Oh ! cela te perd, répéta l'écho.
- Pierre Bailly :
  - Ce satrape repart à sec.
  - Noir, ô hélas, Isis a le horion.
  - Émile nu a une lime.
- Jacques Bens :
  - Eh, ce lac né en calèche.
  - Etc... art tracté.
  - Lieur à Rueil.
  - Rions noir.
  - Tu l'as trop été, Port-salut.
  - Un soleil du sud lie l'os nu.
- Jérémie Elskens :
  - Tu l'as trop écrasé César ce Port-Salut.
- Jacques Capelovici :
  - Ésope reste ici et se repose.
  - Éric notre valet alla te laver ton ciré (fonctionne également avec Luc, ou avec "Emile Eric...ciré élimé" ou Emile Luc ...)
- Mathieu Dumont :
  - Léon a sucé ses écus à Noël.
- Charles Cros :
  - Léon, émir cornu, d'un roc rime Noël.
- Alain Damasio :
  - L'âme sœur, elle, rue, ose mal.
  - Et si l'arôme des bottes révèle madame, le verset t'obsède, moraliste !
- Luc Étienne :
  - Caserne, genre sac.
  - Élucide l'édicule.
  - Éros s'essore.
  - Et curé gorgé de grog éructe
  - Rose utérus, à ma masure, tu es or !
  - Nue, j'aime demi à jeun.
  - Sa lèvre cervelas.
  - Sévère mal à l'âme, rêves.
  - Ta fesse n'a le désir irisé de l'ânesse, fat !
  - Un socialiste, et si laïc, os nu.
- Stéphane Gea :
  - Un ému a son os au menu.
- Michel Laclos :
  - À Laval, elle l'avala.
  - Et Luc colporte trop l'occulte.
- Étienne Pasquier :
  - L'âme des uns n'use de mal.
- Georges Perec :
  - Ce repère, Perec.
  - Ce reptile lit Perec
  - Ce reptile relit Perec
- Louis Scutenaire :
  - La mère Gide digère mal.
- Louise de Vilmorin :
  - À l'étape, épate-la !
  - Eh ! ça va la vache ?
  - Ève, leste lia l'ail et se lève.
  - L'âme sûre ruse mal.
  - L'ami naturel ? Le rut animal.
  - Lune de ma dame d'été, été de ma dame de nul.
  - Suce ses écus.
  - La mariée ira mal
- Victor Hugo :
  - Et la marine va, papa, venir à Malte [1]

- Virgile :
  - In girum imus nocte ecce et consumimur igni, palindrome attribué à Virgile (une version plus courte, In girum imus nocte et consumimur igni, est le titre d'un film de Guy Debord)

## Palindromes sonores
- Dis beau lama t'as mal au bide ?
- Mettant Laval en thème.
- Salut Claire, finie frêle culasse.
- Angèle et Laurent enrôlaient les gens.
- Jeanne en luge, Jules en nage.
- Rossellini y nie l'essor.
- Une slave valse nue.
- Un albatros sortable à nu. (Flavien Galin)
- La mariée ira mal
- A Laval elle l'avala (Cyril Derrien)

## Longs palindromes
Certains auteurs ont voulu porter le palindrome à ses limites :
- Pol Kools publie en 2004 le Palindrome de Saint-Gilles[2], composé de 2119 mots et 8348 lettres.

- Georges Perec publie en 1969 Au moulin d’Andé[3], palindrome qui compte 1 247 mots et 5566 lettres.

- Stéphane Susana publie en 1998 Lieu cerné[4], palindrome  de 962 mots et 3993 lettres. Le titre se lit à l'envers : En recueil.

- Robert Rapilly publie en 2006 Être venu damer Icare[5], recueil combinatoire de 10 millions de sonnets palindromes[5], dont la lecture exhaustive, effectuée 24 heures sur 24 à raison de 40 secondes par sonnet palindrome, prendrait 12 années (dont 3 bissextiles), 246 jours, 23 heures, 6 minutes et 40 secondes.
- Jacques Perry-Salkow et Frédéric Schmitter publient en 2020 Sorel Eros[6], un roman palindrome de 10001 lettres.

## Autres
- Argot Internet :
  - lol (laughing out loud) ;
  - ama (à mon avis, ask me anything) ;
  - ee (en effet) ;
  - mpm (même pas mal) ;
  - tqt (t'inquiète) ;
  - tkt (t'inquiète, version SMS) ;
  - lvl (level, niveau) ;
  - brb (be right back, je reviens).
  - uwu (émoticône d'internet)
  - ToT (émoticône d'internet)

- Sites Internet :
  - ur.ru ;
  - zagaz.com ;
  - zc.cz
  - gnudung.de.

- Les duellistes Caracole et Sélème d'Alticcio se battent à coup de palindromes dans le roman d'Alain Damasio, La Horde du Contrevent.
- Latin :
  - In girum imus nocte et consumimur igni ; (Titre du dernier film de Guy Debord)
- Jeux vidéo :
  - Dontnod Entertainment
- Autres :
  - Et s'il énumère, Jérem, une liste ?